# 1170 год
1170 (ты́сяча сто семидеся́тый) год  по юлианскому календарю — невисокосный год, начинающийся в четверг. Это 1170 год нашей эры, 10‑й год 7‑го десятилетия XII века 2‑го тысячелетия, 1‑й год 1170‑х годов. Он закончился 855 лет назад.
| Пн | Вт | Ср | Чт | Пт | Сб | Вс |
|    |    |    | 1  | 2  | 3  | 4  |
| 5  | 6  | 7  | 8  | 9  | 10 | 11 |
| 12 | 13 | 14 | 15 | 16 | 17 | 18 |
| 19 | 20 | 21 | 22 | 23 | 24 | 25 |
| 26 | 27 | 28 | 29 | 30 | 31 |    |

| Пн | Вт | Ср | Чт | Пт | Сб | Вс |
|    |    |    |    |    |    | 1  |
| 2  | 3  | 4  | 5  | 6  | 7  | 8  |
| 9  | 10 | 11 | 12 | 13 | 14 | 15 |
| 16 | 17 | 18 | 19 | 20 | 21 | 22 |
| 23 | 24 | 25 | 26 | 27 | 28 |    |

| Пн | Вт | Ср | Чт | Пт | Сб | Вс |
|    |    |    |    |    |    | 1  |
| 2  | 3  | 4  | 5  | 6  | 7  | 8  |
| 9  | 10 | 11 | 12 | 13 | 14 | 15 |
| 16 | 17 | 18 | 19 | 20 | 21 | 22 |
| 23 | 24 | 25 | 26 | 27 | 28 | 29 |
| 30 | 31 |    |    |    |    |    |

| Пн | Вт | Ср | Чт | Пт | Сб | Вс |
|    |    | 1  | 2  | 3  | 4  | 5  |
| 6  | 7  | 8  | 9  | 10 | 11 | 12 |
| 13 | 14 | 15 | 16 | 17 | 18 | 19 |
| 20 | 21 | 22 | 23 | 24 | 25 | 26 |
| 27 | 28 | 29 | 30 |    |    |    |

| Пн | Вт | Ср | Чт | Пт | Сб | Вс |
|    |    |    |    | 1  | 2  | 3  |
| 4  | 5  | 6  | 7  | 8  | 9  | 10 |
| 11 | 12 | 13 | 14 | 15 | 16 | 17 |
| 18 | 19 | 20 | 21 | 22 | 23 | 24 |
| 25 | 26 | 27 | 28 | 29 | 30 | 31 |

| Пн | Вт | Ср | Чт | Пт | Сб | Вс |
| 1  | 2  | 3  | 4  | 5  | 6  | 7  |
| 8  | 9  | 10 | 11 | 12 | 13 | 14 |
| 15 | 16 | 17 | 18 | 19 | 20 | 21 |
| 22 | 23 | 24 | 25 | 26 | 27 | 28 |
| 29 | 30 |    |    |    |    |    |

| Пн | Вт | Ср | Чт | Пт | Сб | Вс |
|    |    | 1  | 2  | 3  | 4  | 5  |
| 6  | 7  | 8  | 9  | 10 | 11 | 12 |
| 13 | 14 | 15 | 16 | 17 | 18 | 19 |
| 20 | 21 | 22 | 23 | 24 | 25 | 26 |
| 27 | 28 | 29 | 30 | 31 |    |    |

| Пн | Вт | Ср | Чт | Пт | Сб | Вс |
|    |    |    |    |    | 1  | 2  |
| 3  | 4  | 5  | 6  | 7  | 8  | 9  |
| 10 | 11 | 12 | 13 | 14 | 15 | 16 |
| 17 | 18 | 19 | 20 | 21 | 22 | 23 |
| 24 | 25 | 26 | 27 | 28 | 29 | 30 |
| 31 |    |    |    |    |    |    |

| Пн | Вт | Ср | Чт | Пт | Сб | Вс |
|    | 1  | 2  | 3  | 4  | 5  | 6  |
| 7  | 8  | 9  | 10 | 11 | 12 | 13 |
| 14 | 15 | 16 | 17 | 18 | 19 | 20 |
| 21 | 22 | 23 | 24 | 25 | 26 | 27 |
| 28 | 29 | 30 |    |    |    |    |

| Пн | Вт | Ср | Чт | Пт | Сб | Вс |
|    |    |    | 1  | 2  | 3  | 4  |
| 5  | 6  | 7  | 8  | 9  | 10 | 11 |
| 12 | 13 | 14 | 15 | 16 | 17 | 18 |
| 19 | 20 | 21 | 22 | 23 | 24 | 25 |
| 26 | 27 | 28 | 29 | 30 | 31 |    |

| Пн | Вт | Ср | Чт | Пт | Сб | Вс |
|    |    |    |    |    |    | 1  |
| 2  | 3  | 4  | 5  | 6  | 7  | 8  |
| 9  | 10 | 11 | 12 | 13 | 14 | 15 |
| 16 | 17 | 18 | 19 | 20 | 21 | 22 |
| 23 | 24 | 25 | 26 | 27 | 28 | 29 |
| 30 |    |    |    |    |    |    |

| Пн | Вт | Ср | Чт | Пт | Сб | Вс |
|    | 1  | 2  | 3  | 4  | 5  | 6  |
| 7  | 8  | 9  | 10 | 11 | 12 | 13 |
| 14 | 15 | 16 | 17 | 18 | 19 | 20 |
| 21 | 22 | 23 | 24 | 25 | 26 | 27 |
| 28 | 29 | 30 | 31 |    |    |    |

## События

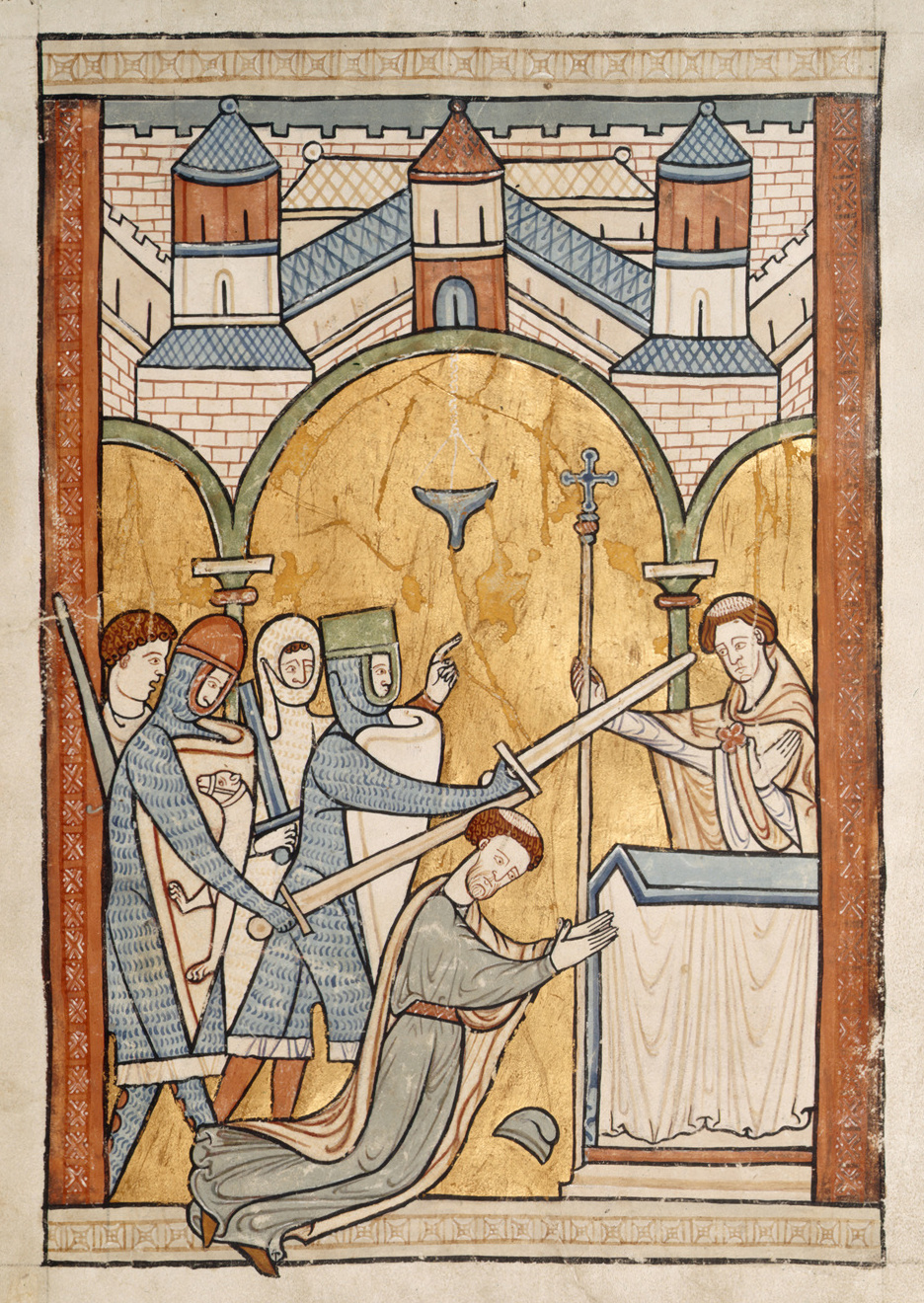
Убийство Томаса Бекета (манускрипт XIII века, наиболее раннее из известных изображений)

- 1169—1172 — Нормандское вторжение в Ирландию. Экспедиции войск англо-нормандских феодалов, а затем английского короля Генриха II в Ирландию. Положили начало английской колонизации Ирландии[1].
  - Август — высадка Ричарда Пемброка в Уотерфорде, Ирландия. Захват Пемброком Восточной Ирландии, Дублина. Несколько побед над Рори О’Коннором. Брак Пемброка с дочерью Дермота Мак-Мурроха.
- Около 1170 — реорганизация королём Леона Фердинандом ордена Святого Яго.
- 1170 — Сюникское царство завоёвано турками-сельджуками.
- 1 ноября — наводнение Всех святых в Голландии.
- Датчане напали на земли эстов[1].
- Брак короля Кастилии Альфонса VIII с Элеонор, дочерью Генриха II Английского.
- Убит багдадский халиф аль-Мустанджид. Новым халифом стал аль-Мустади.
- В Корее произошёл военный переворот.
- В Болгарии создали славянский перевод всемирной истории Иоанна Зонары в 18 томах (дата не подтверждена).
- В городе Тур (Франция) начато строительство собора Сен-Гатьен, имеющего сегодня аутентичный готический облик.

## Русь
Правление: 1169—1174 — Андрей Юрьевич Боголюбский и Мстислав Изяславич (март—13 апреля)
- Зима 1169/1170 — Андрей Боголюбский направляет большое войско во главе с сыном Мстиславом Андреевичем в Великий Новгород против Романа Мстиславича[2].
- 28 января — Владимир Мстиславич, узнав о смерти Владимира Андреевича, идёт к Дорогобужу, но вступает в город лишь после крестного целования дружине, что не причинит ни кому вреда и не будет отнимать сёла и имущество у вдовы. На следующий день нарушает донное обещание и выгоняент княгину-вдову из города[3][4].
- Владимиро-суздальские войска, усиленные дружинами Мстислава Ростиславича и полоцких князей, взяли и сожгли Великие Луки и Торжок[5].
- 21 февраля — со значительной задержкой хоронят в Киеве тело Владимира Андреевича умершего в Дорогобуже 28 января[6].
- 22 февраля — владимиро-суздальское войско подошло к Великому Новгороду[2].
- 25 февраля — начался штурм Новгорода. Новгородцы отбили нападение владимиро-суздальского князя Андрея Боголюбского. Союзники потерпели поражение потеряв множество людей, что за каждого пленного суздальца давали всего "по 2 ногатъ"[2][7].
- По преданию "Сказание о битве новгородцев с суздальцами" (40-е годы XIV века), новгородский архиепископ Иоанн, услыхав голос Господа выносит икону Пресвятой Богородицы на новгородскую стену прямо напротив осаждающих. Чудотворная икона Знамения Божией Матери сохранилась до наших дней и находится в Новгородском музее в память о событиях 1170 года. Под левым оком иконы Богородицы заметен небольшой след от попадания стрелы[2].
- В ответ на поражение Андрей Боголюбский прекращает подвоз хлеба и продуктов в Великий Новгород. В городе начинается голод и новгородца изгоняют Романа Мстиславича, заключив мир с Боголюбским и принимают присланного им Рюрика Ростиславича[2].
- 4 октября 1170 — февраль 1172 — Рюрик Ростиславич становится новгородским князем[8].
- Роман Мстиславич узнав о смерти отца Мстислава Изяславича (ум. 19.08.1170), по совету дружины уехал из Новгорода во Владимир-Волынский[9].
- Конец февраля — начало марта — Мстислав Изяславич подступает к Киеву "с силой многою". Глею Юрьевич уходит в Городок, а оттуда в Переяславль-Русский, где привлекает на свою сторону половцев. Часть своих сил во главе с тысяцким Григорием посылает к Вышгороду на помощь своему союзнику Давыду Ростиславичу, а сам идёт к Киеву[6].
- Март — Мстислав Изяславич на короткое время занимает Киев, однако 13 апреля (по другим данным 13 апреля) оставляет столицу[3][6].
- Вернувшийся на княжение Глеб Юрьевич с Рюриком Ростиславичем, Давидом Ростиславичем и Мстиславом Ростиславичем организовали поход на Михайлов, сжёг и разграбил город, заставил Василько Ярополчича сдаться, а затем выслал его в Чернигов[10].
- Весна—осень — любовная связь Ярослава Владимировича Осмомысла с Анастасией (Настасьей), происходившей из боярской семьи Чарговичей, спровоцировала политический кризис в Галицком княжестве. Жена княгиня Ольга Юрьевна (дочь Юрия Долгорукова), узнавшая о любовнице, вместе с сыном Владимиром отъехала в Польшу, в Галиче произошли волнения. Ярослав Владимирович был посажен под арест, Анастасия сожжена, её родственники убиты, а сын от Ярослава Владимировича — Олег отправлен в заключение. Бояре вынудили Ярослава Владимировича урегулировать отношения с женой, однако в 1173 году жена и сын князя – Владимир вновь покинули Галич (при этом Ольга Юрьевна (ум. 1182), вероятно, уже не вернулась к мужу и уехала в Северо-Восточную Русь). Перед своей смертью (ум. 1187) Ярослав Владимирович завещал Галич Олегу "Настасьичу"[11].
- Осень — Ярослав Владимирович Осмомысл очевидно захватил волынский Бужск[11].
- Зима — Глеб Юрьевич выехал в Переяславль к сыну. В феврале войска владимиро-волынского князя Мстислав Изяславич при участии брата Ярослава Изяславича, туровского князя Святополка Юрьевича, опираясь также на чёрных клобуков и отряды, присланные городенскими и галицким князьями, совершил успешный поход на Киев, заняв киевский престол (февраль - 13 апреля) в отсутствие там Глеба Юрьевича. Пытаясь закрепить свой успех, Мстислав Изяславич осадил в Вышгороде князя Давида Ростиславича. Однако в войсках Мстислава Изяславича возник разлад, в результате чего он сначала отошёл от Вышгорода к Киеву, а 13 апреля уехал во Владимир (Волынский) и Глеб Юрьевич вновь вернулся на княжество[10][12].
- Мстислав Изяславич серьёзно заболел и перед смертью он заключил договор с братом Ярославом Изяславичем о том, что последний не будет претендовать на его владения во Владимиро-Волынском княжестве[12].
- 1170—1188 — Роман Мстиславич становится первый раз владимиро-волынским князем[9].
- Зима 1170/1171 — половцы вторглись в пределы Киевской земли и захватывают множество сёл за Киевом. Глеб Юрьевич, в то время тяжело больной посылает против них братьев Михаила и Всеволода Юрьевичей. Те одерживают победу, избивают половцев и освобождают полон[6].
- Впервые в Ипатьевской летописи упоминается половецкий хан Кончак при описании борьбы за Киев, когда выступил союзником изгнанного из Киева Глеба Юрьевича и был им направлен вместе с "родом своим" к вышгородскому князю Давиду Ростиславичу для оказания помощи в отражении нападения на Вышгород киевского князя Мстислава Изяславича[13].
- Состоялся масштабный съезд русских князей[14].

## Начало правления
См. также: Список глав государств в 1170 году
- Около 1170—1196 — Великий жупан Сербии Стефан Неманя (1113/4-1200).

## Родились
См. также: Категория:Родившиеся в 1170 году
- Фибоначчи.
- Святой Доминик.
- Вальдемар II (король Дании).

## Скончались
См. также: Категория:Умершие в 1170 году
- 28 января — Владимир Андреевич, князь дорогобужский[6].
- 19 августа — Мстислав Изяславич, князь Волынский и великий князь киевский.
- 18 ноября — Альбрехт Медведь, основатель и первый маркграф Бранденбурга с 1157 года (род. ок. 1100).
- 29 декабря — убийство Томаса Бекета рыцарями короля Генриха II.
- Рюдель, Джауфре.
- Оуайн ап Грифид.
- Гуго Д’Ибелин.
- Ван Чунъян.